# Liste der Kulturdenkmale in Sandesneben
In der Liste der Kulturdenkmale in Sandesneben sind alle Kulturdenkmale der schleswig-holsteinischen Gemeinde Sandesneben (Kreis Herzogtum Lauenburg) aufgelistet (Stand: 10. März 2025).

## Legende
In den Spalten befinden sich folgende Informationen:
- Objekt-ID: die Nummer des Kulturdenkmales
- Lage: die Adresse des Kulturdenkmales und die geographischen Koordinaten. Kartenansicht, um Koordinaten zu setzen. In der Kartenansicht sind Kulturdenkmale ohne Koordinaten mit einem roten Marker dargestellt und können in der Karte gesetzt werden. Kulturdenkmale ohne Bild sind mit einem blauen Marker gekennzeichnet, Kulturdenkmale mit Bild mit einem grünen Marker.
- Offizielle Bezeichnung: Bezeichnung des Kulturdenkmales
- Beschreibung: die Beschreibung des Kulturdenkmales
- Bild: ein Bild des Kulturdenkmales

## Sachgesamtheiten
| Objekt-ID      | Lage                                      | Offizielle Bezeichnung | Beschreibung | Bild                             |
| -------------- | ----------------------------------------- | ---------------------- | --- | -------------------------------- |
| 40588 Wikidata | Altes Dorf (53° 41′ 14″ N, 10° 29′ 47″ O) | Kirche St. Marien      | Aktualisierung vorgesehen - Begründung: geschichtlich, künstlerisch, städtebaulich, Kulturlandschaft prägend - Schutzumfang: Kirche St. Marien mit Ausstattung, Kirchhof, Feldsteinböschungsmauern, Lindenkranz | weitere Fotos \| Fotos hochladen |

## Bauliche Anlagen
| Objekt-ID     | Lage                                        | Offizielle Bezeichnung            | Beschreibung | Bild            |
| ------------- | ------------------------------------------- | --------------------------------- | --- | --------------- |
| 3674 Wikidata | Altes Dorf (53° 41′ 13″ N, 10° 29′ 47″ O)   | Kirche St. Marien mit Ausstattung | Alteintragung (Aktualisierung vorgesehen) - Begründung: geschichtlich, künstlerisch, städtebaulich - Schutzumfang: gesamtes Objekt - Denkmaltyp: Bauliche Anlage, Sachgesamtheit: Kirche St. Marien | Fotos hochladen |
| 6762 Wikidata | Altes Dorf 5 (53° 41′ 15″ N, 10° 29′ 54″ O) | Altes Pastorat                    | Alteintragung (Aktualisierung vorgesehen) - Begründung: geschichtlich, städtebaulich - Schutzumfang: Alteintragung (Aktualisierung vorgesehen) - Denkmaltyp: Bauliche Anlage                        | Fotos hochladen |
| 9985 Wikidata | Hauptstraße 7 (53° 41′ 22″ N, 10° 30′ 2″ O) | Friedhofskapelle                  | Alteintragung (Aktualisierung vorgesehen) - Begründung: geschichtlich, künstlerisch, städtebaulich - Schutzumfang: Alteintragung (Aktualisierung vorgesehen) - Denkmaltyp: Bauliche Anlage          | BW              |

## Gründenkmale
| Objekt-ID     | Lage                                      | Offizielle Bezeichnung | Beschreibung | Bild            |
| ------------- | ----------------------------------------- | ---------------------- | --- | --------------- |
| 9979 Wikidata | Altes Dorf (53° 41′ 14″ N, 10° 29′ 47″ O) | Kirchhof               | Alteintragung (Aktualisierung vorgesehen) - Begründung: geschichtlich, Kulturlandschaft prägend - Schutzumfang: Kirchhof, Feldsteinböschungsmauern, Lindenkranz - Denkmaltyp: Gründenkmal, Sachgesamtheit: Kirche St. Marien | Fotos hochladen |

## Quelle
- Liste der Kulturdenkmale in Schleswig-Holstein – Herzogtum Lauenburg (PDF)

- Karte mit allen Koordinaten:
- OSM |
- WikiMap